# صالح بن عيسى الحارثي
الشيخ الأمير صالح بن عيسى بن صالح بن علي بن ناصر بن عيسى بن صالح بن عيسى بن راشد بن سعيد بن رجب بن راشد بن سالم بن محمد الحارثي.، يعرف بأبو عيسى.

## ولادته
ولد في ولاية القابل بمحافظة الشرقية شمال سنة 1336هـ/الموافق 1918م.

## تعليمه
تعلم على يد والده الشيخ عيسى بن صالح الحارثي ورافقه مما أثرى شخصيته الفكريّة والقياديّة، درس في طفولته القرآن الكريم ومبادئ اللغة العربية على يد معلمين في ولاية القابل عن طريق حمد بن عبد الله السالمي.

## حياته السياسية
تزعّم قبيلة الحرث، وشارك في مسألة عُمان التي تمثلت في الصراع بين السلطان سعيد بن تيمور، والإمام غالب بن علي الهنائي. حيث أرسله الأمام غالب إلى صلالة لمقابلة السلطان سعيد ومناقشته في مسألة عُمان، حيث توجه صالح بن عيسى من مسقط إلى صلالة عن طريق البحر في 19 ربيع الأول 1374 هـ (15 نوفمبر 1954م)، ورفض السلطان سعيد الاعتراف بالإمامة التي قامت بعد محمد بن عبدالله الخليلي، مما أدي لعدم تفاهم الطرفين.
وكان الشيخ صالح الحارثي ضمن الوفد الذي قابل الملك سعود بن عبدالعزيز آل سعود بزعامة الأمام غالب بتاريخ 12 رمضان 1378 هـ الموافق 22 مارس 1959م لمناقشة مسألة عُمان. وثم عمل نائبا للإمام غالب من خلال قيامه بجولة في العالم العربي لشرح مسألة عُمان برفقة المحامي فاتح أسبير سكرتير جمعية التحرير العربية ومحاربة الاستعمار عام 1382 هـ (1962م)، وخلال جولته قابل العديد من الشخصيات المعروفة.

## قصائده
توجد له قصائد متفرقة وردت في دراساته، كما توجد له قصائد مسجلة صوتيا على شرائط. ومن عناوين قصائده:
- آهات الغرام
- صدى العتاب
- وحشة بعد وداع
- قبضة الغرام
- مغالبة الشوق
- كدر بعد صفاء
- نسمة النيل
- كأس الحرمان
- الطيف الخاطر
- عاودني الحنين
- أنت الحياة
- كؤوس الحب
- لوعة الحب
- عذاب قلب
- العذاب الدائم
- وثيقة حب
- من وحي البديهة
- كعبة الحب
- ذكرى 1978 الحزينة
- كيف السلو

## وفاته
استقر في السعودية ثم رحل منها إلى مصر وعاش فيها إلى أن توفي في 9 شعبان/1407 هـ الموافق 8 إبريل 1987م. في مصر، ودفن في القابل.